# Olympische Jugend-Sommerspiele 2018/Teilnehmer (Palau)
| Gelbes Symbol für Goldmedaillen mit stilisierten Olympischen Ringen | Graues Symbol für Silbermedaillen mit stilisierten Olympischen Ringen | Braundes Symbol für Bronzemedaillen mit stilisierten Olympischen Ringen |
| ------------------------------------------------------------------- | --------------------------------------------------------------------- | ----------------------------------------------------------------------- |
| —                                                                   | —                                                                     | —                                                                       |

Die Jugend-Olympiamannschaft aus Palau für die III. Olympischen Jugend-Sommerspiele vom 6. bis 18. Oktober 2018 in Buenos Aires (Argentinien) bestand aus zwei Athleten. Sie konnten keine Medaille gewinnen.

## Athleten nach Sportarten

### Schwimmen
| Mädchen - Roylin Akiwo 50 m Freistil: 44. Platz (Vorrunde) 50 m Rücken: 36. Platz (Vorrunde) | Jungen - Noel Keane 100 m Freistil: 40. Platz (Vorrunde) 200 m Freistil: 34. Platz (Vorrunde) |